# Dělostřelecký srub

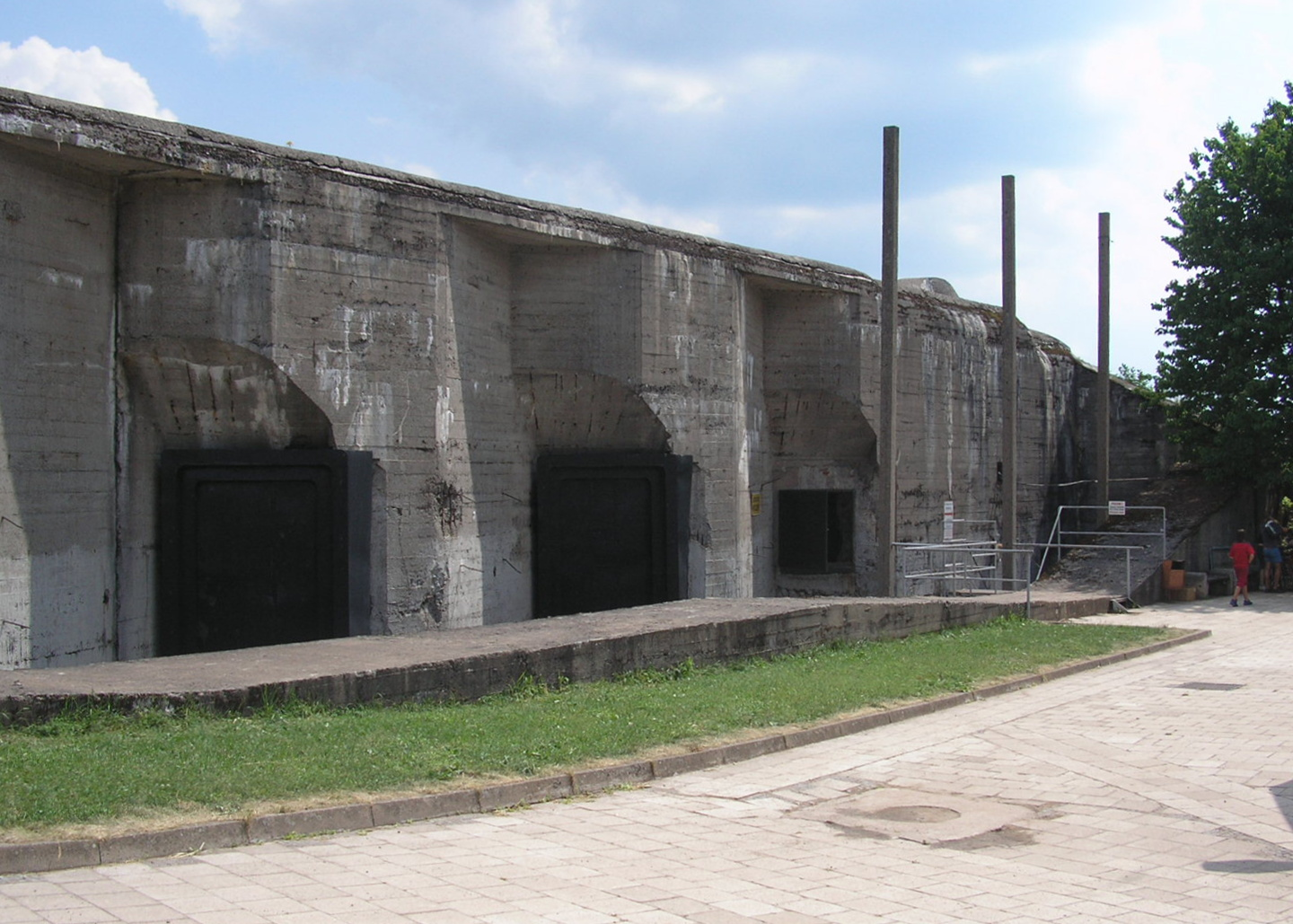
Dělostřelecký srub N-D-S 75 Zelený tvrze Dobrošov

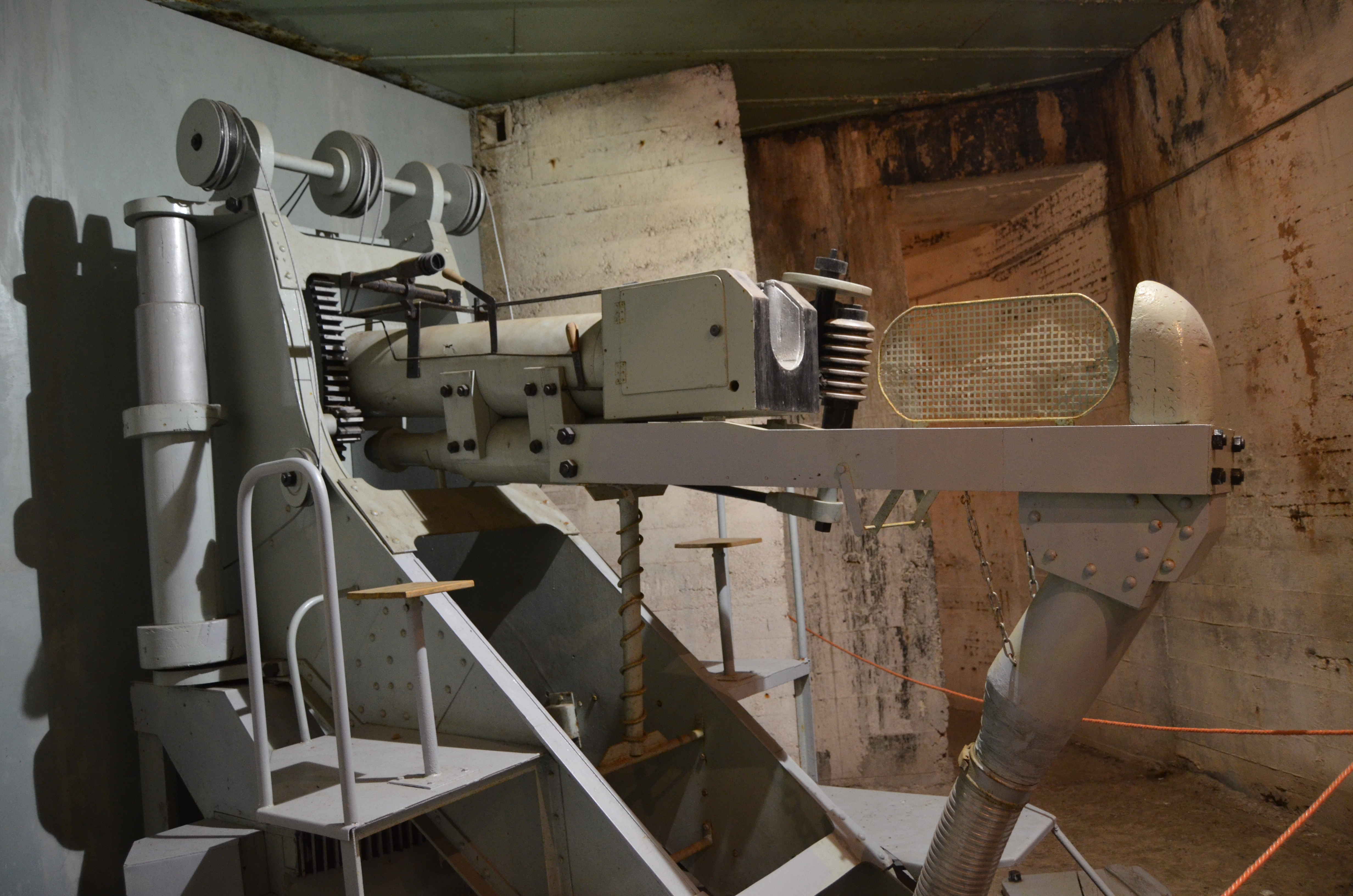
Maketa 10cm houfnice vz. 38 v kasematě dělostřeleckého srubu N-D-S 75 Zelený

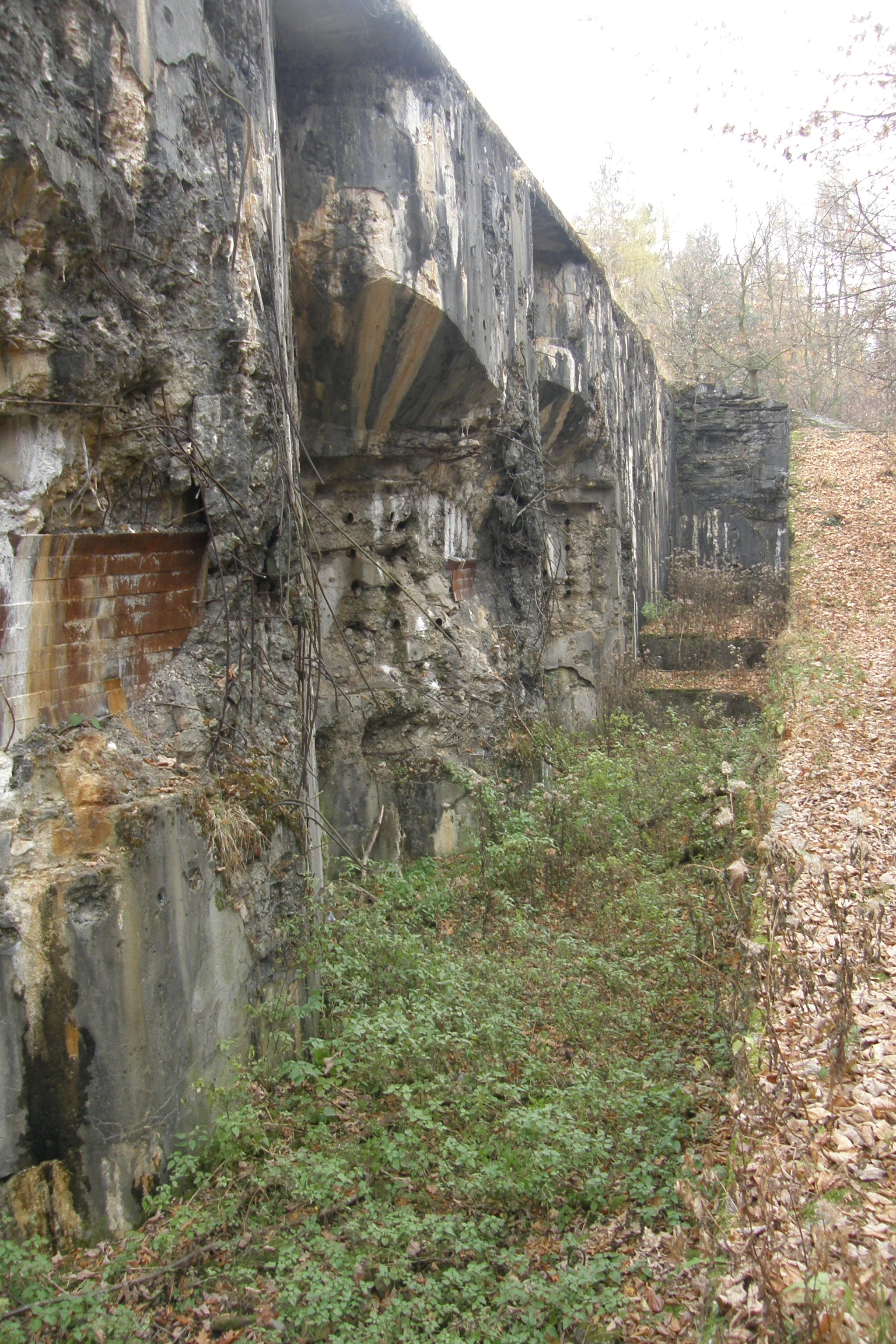
Dělostřelecký srub MO-Sm-S 39 U trigonometru tvrze Smolkov

Dělostřelecký srub je československý termín používaný pro označení železobetonového objektu budovaného v rámci výstavby předválečného opevnění s dělostřelectvem umístěným v kasematách.

## Rozdělení dělostřeleckých srubů
Stavebně dokončené dělostřelecké sruby byly vybudovány vždy jako součást  dělostřelecké tvrze, výstavba izolované verze byla připravována, ale ani v jednom případě nerealizována. Tvrzová verze objektu je vždy (až na jeden případ) rozdělena na dvě patra – bojové a týlové. S podzemím tvrze je objekt spojen svislou výtahovou a schodišťovou šachtou.
Z časových a finančních důvodů se v roce 1938 začalo ustupovat od budování dalších dělostřeleckých tvrzí. Jako náhrada probíhala příprava výstavby izolovaných dělostřeleckých srubů. Na severní hranici jimi byl nahrazeny projekty tvrzí Milotický vrch a Kronfelzov. Na jižní hranici s žádnou tvrzí počítáno nebylo a tak zde izolované dělostřelecké sruby měly vzniknout prvoplánově. Vzhledem k tomu, že do nich bylo třeba kromě jiného uskladnit i velké zásoby rozměrného střeliva, měl být, na rozdíl od tvrzové verze, třípatrový.

## Výstavba dělostřeleckých srubů
Ředitelství opevňovacích prací (ŘOP) kladlo z důvodů zachování maximální odolnosti velký zřetel na to, aby byl každý objekt opevnění betonován bez přerušení. Vzhledem k velkým rozměrům dělostřeleckého srubu toto nebylo možné dodržet a tak betonáž probíhala ve dvou fázích. Dnes je na některých objektech patrná takto vzniklá dilatační spára, přestože ji původně měla krýt omítka. Tvrzové dělostřelecké sruby byly budovány v nejsilnější IV. třídě odolnosti, u izolovaných dělostřeleckých srubů byla plánována III. třída odolnosti.

## Popis tvrzového objektu
V horním (bojovém) patře se nacházejí tři střelecké místnosti, kde měly být instalovány houfnice ráže 100 mm. Dále se zde nacházejí sklady střeliva (M3), zvonové šachty, šachta pro dvojici nákladních výtahů a šachta schodišťová. Výtahová a schodišťová šachta procházejí i spodním (týlovým) patrem, kde byly budovány ubytovací prostory, sociální zařízení a umývárny, velitelské stanoviště, stanoviště dělostřeleckých pozorovatelů, telefonisty, filtrovna vzduchu a jímky na vystřelené nábojnice. Ze spodního patra byl zřízen nouzový východ ústící do diamantového příkopu. Pod srubem v nitru pevnosti pod objektem byla vybudována dvojice sálů muničního skladu M2, které byly spojeny spojovacími chodbami s výtahovovou šachtou. Třetí menší sál sloužil jako velitelství srubu a středisko řízení palby.

## Výzbroj
U některých tvrzových dělostřeleckých srubů bylo zpočátku plánováno vyzbrojení trojicí 8cm kasematních kanónů, ovšem jejich nepříliš dobré vlastnosti vedly Škodovy závody v Plzni k ustoupení od dodávky. Z tohoto důvodu bylo rozhodnuto pevnostní rychlopalné houfnice vz. 38 ráže 100 mm (zbraň Y – dostřel 11950m – kadence 20 ran/min.) instalovat do všech plánovaných objektů. Tyto zbraně ovšem v září 1938 nebyly vyrobeny a tak je mělo nahradit improvizované palebné postavení horských kanónů vzor 15 (ráže 75 mm). Tato postavení nebyla nikterak kryta před nepřátelskou palbou, ale jen před nepřízní počasí dřevěným přístřeškem.
Všechny zbraně ve srubu (kromě osobních zbraní posádky), tedy povětšinou lehké kulomety vz. 26 a houfnice, byly umístěny ve speciálních lafetách, které umožňovaly přesnější střelbu.
Pomocníkem k ochraně nepostřelovaných prostor byl granátový skluz, který byl nasměrován do diamantového příkopu.

## Kuriozity
Mezi dělostřeleckými sruby můžeme nalézt dvě významné kuriozity. Objekt K-S45 "Jabůrek" tvrze Adam musel být kvůli prudkému svahu vybudován ve třípatrovém provedení. Krajní střelecká místnost byla vybudována v úrovni týlového patra ostatních střeleckých místností a přičemž její týlové patro bylo zřízeno ještě o úroveň níže.
V rámci nevybudovaného výcvikového tábora Orlík, měl být vybudován unikátní pětistřílnový dělostřelecký srub. Jako jediný měl být oboustranný. Na jedné straně se měly nacházet tři bojové střílny, na druhé straně dvě výcvikové.